# 장티푸스
장티푸스(腸typhus, typhoid fever, 문화어: 장띠뿌쓰)는 살모넬라 균의 일종인 Salmonella enterica serovar Typhi에 의한 급성 전신 감염 질환이다. 
다른 말로는 염병(染病), 장질부사(腸窒扶斯), 온역(瘟疫)이라고도 한다.
장티푸스는 발진티푸스(typhus : 사람 몸에 기생하는 이에 의해 옮는 병)를 임상적으로 정확하게 구분되지 않으여, 발진티푸스 유사병(typhoid fever)이라고 생각하여 만들어낸 이름이다. 
1829년에 피에르 루이스(Pierre Louis)가 병리학적인 소견에 근거하여 장티푸스를 구별하였고 장티푸스의 증상들(장미빛의 반점, 장천공, 장출혈 등)에 대해 기술하였다.

## 임상 증상
수인성 전염병인 장티푸스는 장(腸)이라는 단어가 들어가는 것과 달리 실제 장티푸스 환자는 지속되는 고열, 오한, 두통과 더불어 복통, 장미모양의 반점 증상이 주로 나타나는데, 장티푸스를 상징하는 주요 증상은 39도 이상의 고열이다. 
소아의 경우 설사가 잘 나타나는 반면, 성인에서는 변비가 있는 경우가 흔하며, 구토가 나타나기도 한다.
장티푸스 환자는 감염 후 잠복기를 거친 다음, 1~2주가 지나 서서히 임상 증상이 나타난다. 장티푸스균은 잠복기 동안 회장의 파이어스 패치와 장간 림프절의 대식세포에 의해 포식되어 세포 내에서 생존, 증식한다. 대식세포가 혈류를 따라 이동하면서 장티푸스균도 전신으로 퍼진다.
감염 후 2주가 되면, 임상 증상이 나타나기 시작하여 발열, 두통, 담낭염, 장미진, 간염이 나타나기도 하며, 골수로 전파되어 백혈구감소증, 범혈구감소증 등의 증상을 보이기도 한다. 면역이 활성화면서 비장 비대, 림프절 괴사 등의 증상도 나타난다. 
감염 후 3주에 접어들면 출혈과 천공이 발생하는데, 첫 증후는 체온의 급격한 저하 또는 맥박의 증가이며, 특히 우하복부의 복통, 압통 및 경직시 장천공을 의심해야 한다. 
질환이 잘 관리되지 못하면 3~4주 내에 사망에 이를 수 있을 정도로 무서운 감염병이다.

## 진단
임상적으로 장열(지속적인 고열, 복통, 상대적 백혈구 감소증, 상대적 서맥)을 통해 진단하지만, 혈액 배양을 통해 더 정확하게 진단을 내릴 수 있다. 
단, 혈액 배양은 항생제를 복용하면 음성으로 나오므로, 이 때에는 골수 배양을 실시한다.

## 예방과 치료

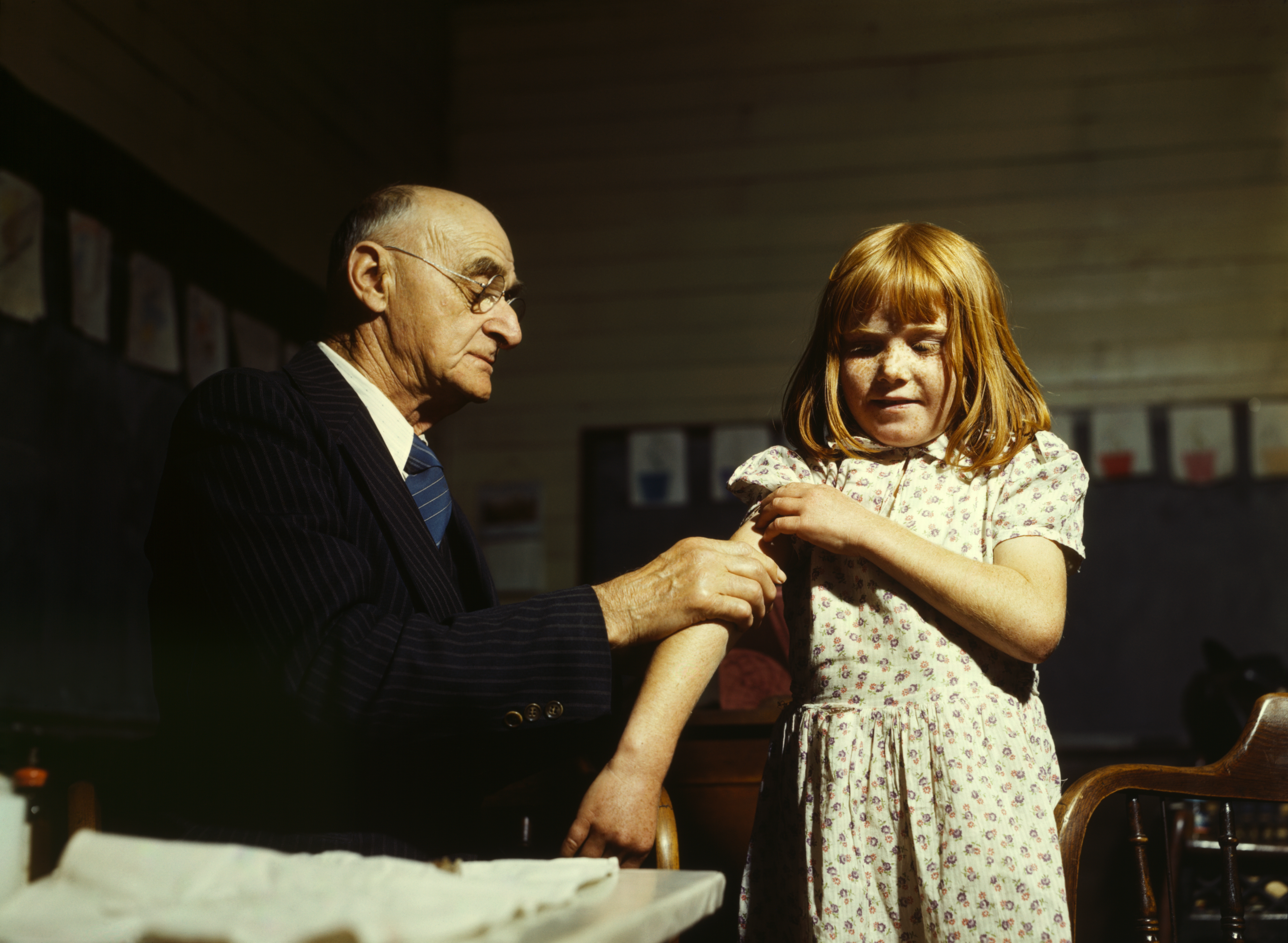
예방 접종 백신을 맞는 어린이

### 예방
개인 위생 및 철저한 환경 위생이 가장 중요하다. 
또한 격리치료를 받아야 할 정도로 전염성이 아주 강하기 때문에 장기 보균자에 대한 관리가 중요하며, 2년 동안 보균 검사를 실시한다. 
예방접종은 다음과 같은 고위험군에만 접종한다.
- 장티푸스 보균자와 밀접하게 접촉하는 사람(가족 등)
- 장티푸스가 유행하는 지역으로 여행하는 사람이나 파병되는 군인
- 장티푸스균을 취급하는 실험실 요원
- 간이급수시설 지역 중 불완전 급수지역 주민이나 급수시설 관리자
- 집단급식소, 식품위생접객업소 종사자

현재 사용되는 장티푸스 백신은 비경구용 아단위 백신(Vi polysaccharide) 백신과 경구용 생백신의 두 가지가 있다. 
경구용 약독화 생백신(Ty21a)은 5세 이상의 소아와 성인에서 투여 가능하고 격일로 총 3∼4회 투여하며, 37°C를 넘지 않는 물로 식사 한 시간 전 공복상태에서 하루 1캡슐씩 복용하도록 한다. 
비경구용 아단위 백신은 0.5 mL을 1회 근주하고 3년마다 추가 접종한다.

### 치료
환자는 열로 인해 수분과 전해질 유실이 심하므로, 수분과 전해질의 대량 섭취가 필요하다. 장티푸스의 치료 약제로는 퀴놀론 계통의 항생제가 가장 많이 쓰인다. 
단, 어린이에게는 3세대 세팔로스포린으로 치료한다. 
만약 장천공이 발생한 경우에는 빨리 천공된 장을 수술적으로 절제하여야 하며, 혐기성균을 제거하는 광범위 항생제를 사용한다. 
어떠한 항생제든 장티푸스 치료에 있어 임상효과는 서서히 나타나, 2∼3 일이 지나야 열이 떨어지기 시작해 정상체온으로 되기까지 5∼7 일이 걸린다. 
환자를 보균자로 이행되지 않도록 하기 위해, 항생제 치료는 증상이 사라진 이후에도 당분간 유지하여야 한다.

## 발병 사례

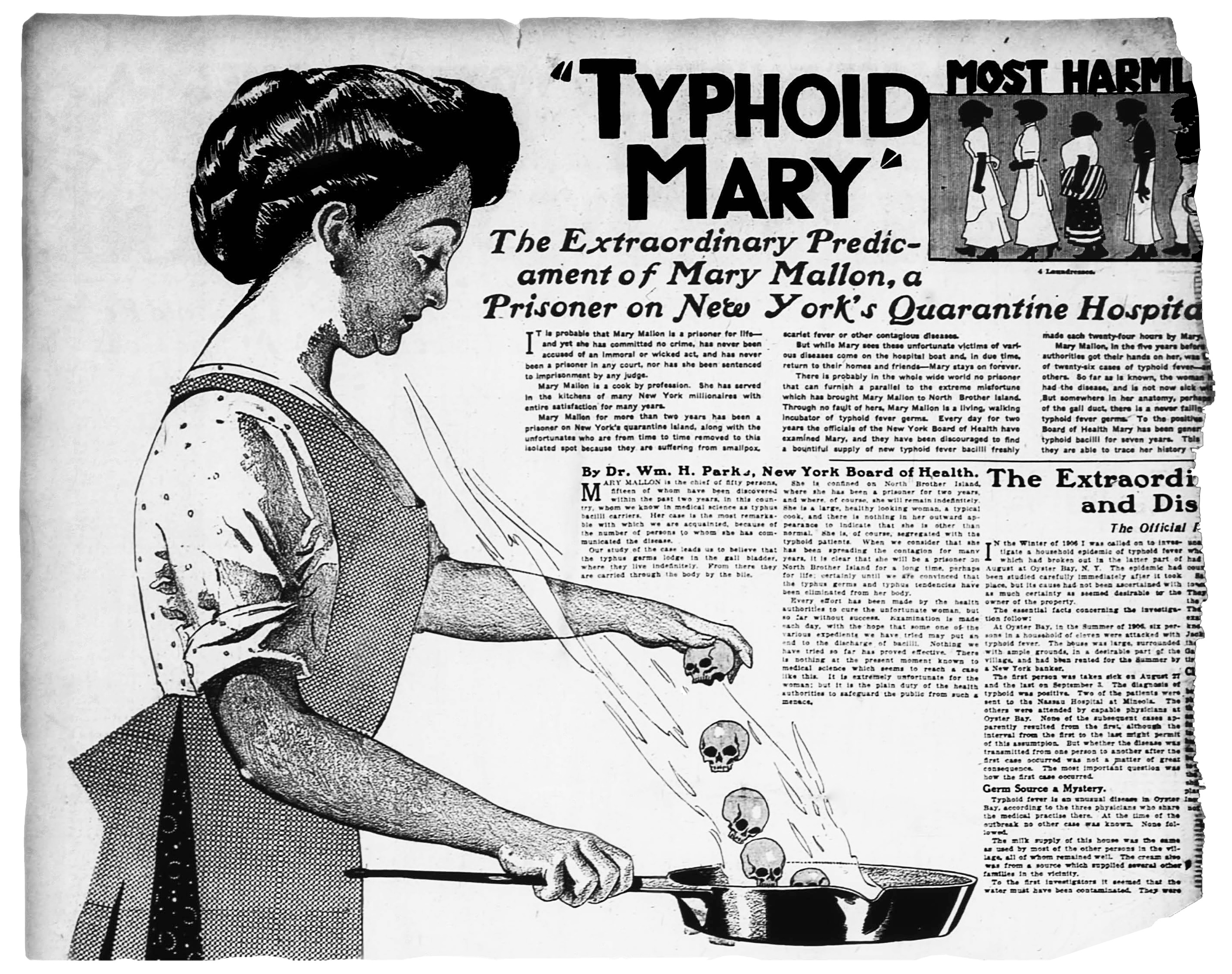
티푸스 메리라는 불명예를 안은 메리 맬론

장티푸스 환자 중 가장 유명한 사람은 미국에서 최초의 환자로 밝혀진 "메리 맬런"으로 《장티푸스 메리》로 불렸다. 
그는 요리사였는데 53명에게 전염시켰고, 이들 중에서 세 명이 사망했다. 
그는 1900년부터 수 차례 직장을 옮겼는데 1906년까지 주변의 사람들을 감염시켰으며, 1907년 7월 15일 <Journal of the American Medical Association>에 기사화되었다. 정작 자신은 1938년 69세의 나이로 폐렴으로 사망했다.
안네의 일기 저자 "안네 프랑크"도 수용소에서 언니 "마르고트 프랑크"와 함께 장티푸스로 사망했다.

### 대한민국
2010년을 기준으로 대한민국에서는 2001년 크게 유행하여 401건이 발생한 것이 최근 10년간 가장 많은 회수이며, 매년 약 200건 전후의 환자가 발생하고 있다.